# Torre de l'Orejón

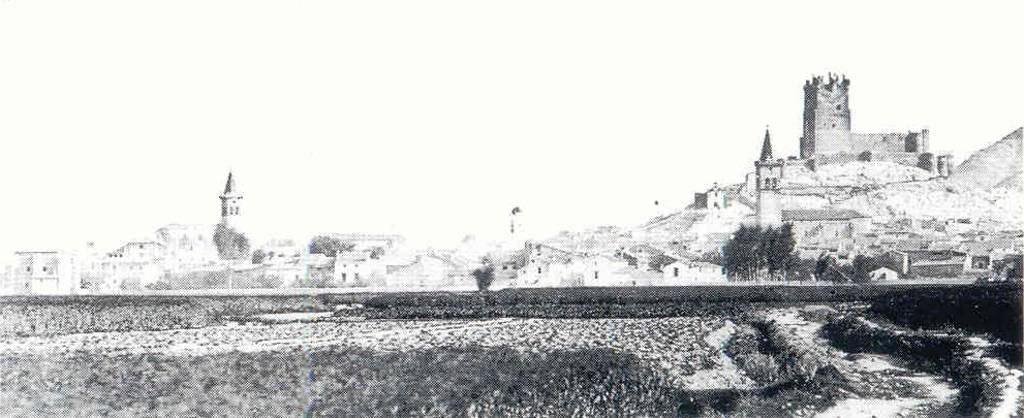
Imatge de 1858 en la qual es distingeix la Torre de l'Orejón entre les Torres de Sant Jaume i Santa Maria.

La Torre de l'Orejón, Torre de la Villa o Torre del Relox va ser una torre proveïda de rellotge situada a Villena (l'Alt Vinalopó) fins a 1888, any en què es va manar demolir, ja que es donava per insegura. La denominació de Torre de l'Orejón prové d'un mecanisme del rellotge de la torre, mitjançant el qual, al mateix temps que sonaven les campanes, s'obria una finestra per la qual apareixia un autòmat amb forma de grotesc cap d'enormes orelles, a manera de cucut.

## Història

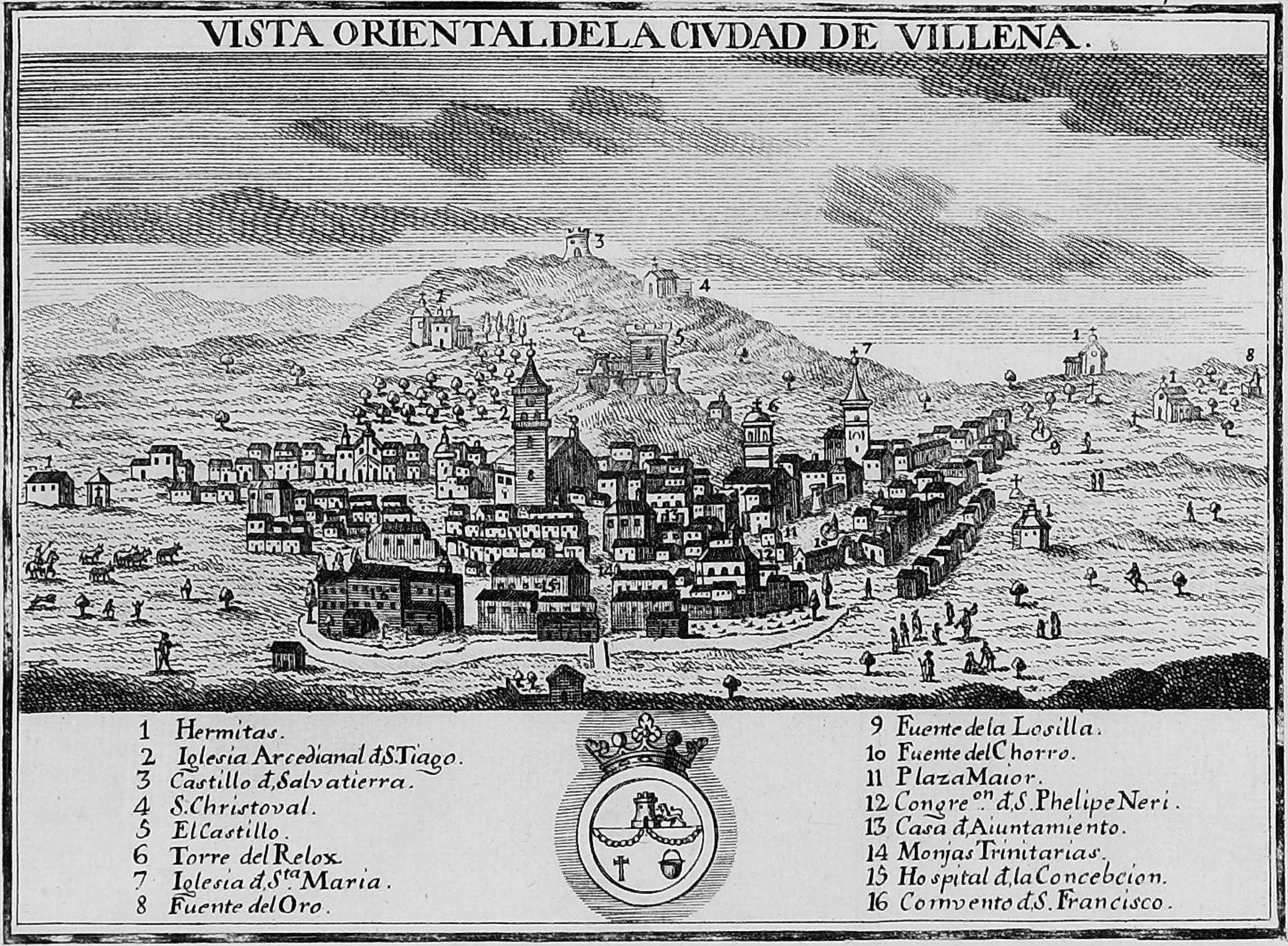
«Vista Oriental de la Civdad de Villena». En aquesta obra de Juan Fernando Palomino, publicada en 1878, s'assenyala la Torre del Relox.

Encara que no se sap quan es va construir, la denominació de Torre de la Villa permet situar la seua construcció abans del 25 de febrer de 1525, atés que en aquesta data l'emperador Carles V va concedir a Villena el títol de ciutat. En el gravat de Palomino que apareix en l'Atlante Español de Bernardo Espinalt apareix com a Torre del Relox, la qual cosa demostra que la maquinària ja s'havia instal·lat a la torre. En la mateixa obra d'Espinalt s'explica la situació de la mateixa al costat d'una antiga porta de la ciutat:
| « | [Villena] És Ciutat oberta; i encara que en l'antic tènia tres Portes, en el dia es pot entrar per moltes parts, per estar caigudes les Muralles; però es conserva una, anomenada de la Villa, sobre la qual està col·locada la Torre del Relox [...]. | » |

Segons les notícies que ens han arribat, eren moltes les persones que es reunien a les 12 del migdia a la Plaça Major per admirar l'Orejón. A més, va arribar a ser un dels símbols de la ciutat, la fama de la qual es va equiparar a la del Bobo de Coria i el Papamoscas de Burgos.
L'anomenada Campanica de la Virgen, que actualment es troba a l'Església de Santa Maria, procedeix de la Torre de l'Orejón. Aquesta servia no només per donar les hores, sinó també per avisar el toc de queda, a les 9 a l'hivern i a les 10 a l'estiu.

### Enderrocament
El procés d'enderrocament de la torre es va iniciar el 8 de novembre de 1885 a partir de la carta llegida en una sessió d'Ajuntament en la qual Patrocinio López, Antonio Ferrer i Francisco Navarro manifesten que:
| « | […] ja des d'algun temps venen observant que de la torre es desprenen alguns trossos de terra que demostren en concepte dels exponents que l'edifici es troba en imminent i pròxima ruïna, i que per a evitar desgràcies personals el posaven en coneixement de la Municipalitat, perquè prenguera les mesures de precaució que estimara oportunes. | » |

A pesar d'emetre's un informe, la situació va quedar parada fins a l'agost de 1887, moment en què s'instrueix l'informe sobre la ruïna que amenaça la Torre de l'Orejón. A principis de 1888, l'Arquitecte provincial va visitar la ciutat i va aconsellar la immediata demolició o l'apuntalament dels seus murs, pisos i cobertes interiors. El 15 de gener es va decidir apuntalar la torre i alçar-ne una de nova a l'entrada de la plaça, mirant a la carretera d'Alacant a Ocaña.

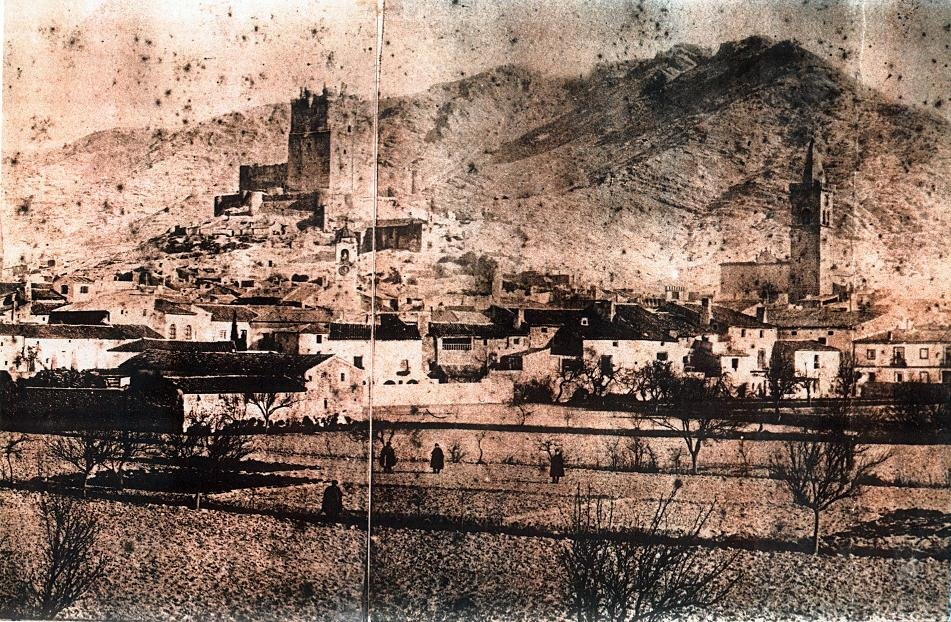
Detall d'una vista de Villena, en la qual es distingeix la Torre de lOrejón just sota el cos del Castell de la Talaia.

El sentiment popular, majoritàriament en contra de la demolició, es pot observar en els següents fragments de la sarsuela La Torre del Orejón:
| « | El puente Madrí y las Cruces la Losilla y el Portón, dice que han mercao pañuelos pa llorarle al Orejón. Aquí, muchachos, llegar, y empuñar el matracón pa dejar sin resollar al que toque al Orejón. | » |

No obstant això, els ànims es van calmar argumentant que no es tractava de destruir, sinó de recol·locar, i que a més, derrocant la torre s'eixamplaria i embelliria el carrer Major, una de les principals artèries de la ciutat en aquella època. De totes maneres, l'Arquitecte provincial va determinar que el nou lloc triat per a la torre no reunia les condicions i que a més les despeses serien massa elevades, de manera que va aconsellar traslladar l'Orejón a la torre de Santa Maria. El 22 de juliol de 1888 es decidiria quina seria la manera i el cost de derrocar la torre, i se sap, per una acta de sessió de l'Ajuntament, que el 21 d'octubre la torre ja havia sigut demolida.

## Característiques
Mesurava uns 3,5 metres quadrats de base per 20 d'altura, i estava situada al costat de la casa de Patrocinio López Balaguer. Des de la torre fins a la cantonada del carrer del Reloj, hi havia un arc d'uns 4 metres de llum. Per la part del carrer Major, la torre tenia una xicoteta entrada amb porta de fusta llisa que donava a les escales que, en forma rectangular, pujaven a diferents pisos. En el primer es trobava l'Orejón, i en els restants, el rellotge i les campanes. L'estil constructiu era eclèctic, en el qual hi predominaven els elements barrocs.
Al principi, dins de l'habitatge de la citada Patrocinio es trobava l'anomenada Casa del Pregonero, on aquest guardava els utensilis propis de càrrec. En sonar les hores, el mecanisme feia que s'obrira la caixa de dues portes que contenia el grotesc cap de l'Orejón.

## L'Orejón
L'Orejón era una talla de fusta d'uns 50 cm d'altura que formava part del rellotge públic. S'ignora qui van ser els seus constructors. Se sap que aquest tipus de maquinàries es realitzaven a Grenoble (França) a la fi de l'Edat Mitjana, però no es pot descartar que els autors foren de Villena, ja que tenien reconeguda fama com a constructors de rellotges. La talla representava un cap de somriure burlaner i picardiós, cara ampla i enormes orelles.

### La talla després de l'enderrocament
En derrocar-se la torre, es va realitzar un nou Orejón per a la torre de Santa Maria, que prompte va caure en desús i es va eliminar, a causa de l'altura en què es va situar i al fet que el nou mecanisme s'avariava amb freqüència. L'Orejón original va passar a poder de Pedro Ritas García, regidor de l'Ajuntament, encara que per a 1909 havia passat a les mans de Manuel Ritas García, germà de l'anterior i alcalde de la ciutat. Aquest va obsequiar l'Orejón al Sr. Gómez Tortosa, que va ser jutge de Villena i últim posseïdor conegut de la talla, que en l'actualitat es troba en parador ignorat, si és que no ha sigut destruïda.